# Beechcraft Baron
El Beechcraft Baron es un avión ligero bimotor de pistón desarrollado por la Beech Aircraft Corporation y actualmente fabricado por la Hawker Beechcraft Corporation, perteneciente a la Onex Holding Corporation. El Baron es una variante del Beechcraft Bonanza, y fue introducido en 1961. Beech también ofrecía la línea de Twin Bonanza; ambos comparten muchos elementos de diseño con el Bonanza, pero en todos los aspectos son aviones completamente diferentes y no deben ser considerados como Bonanza bimotores.

## Desarrollo y diseño

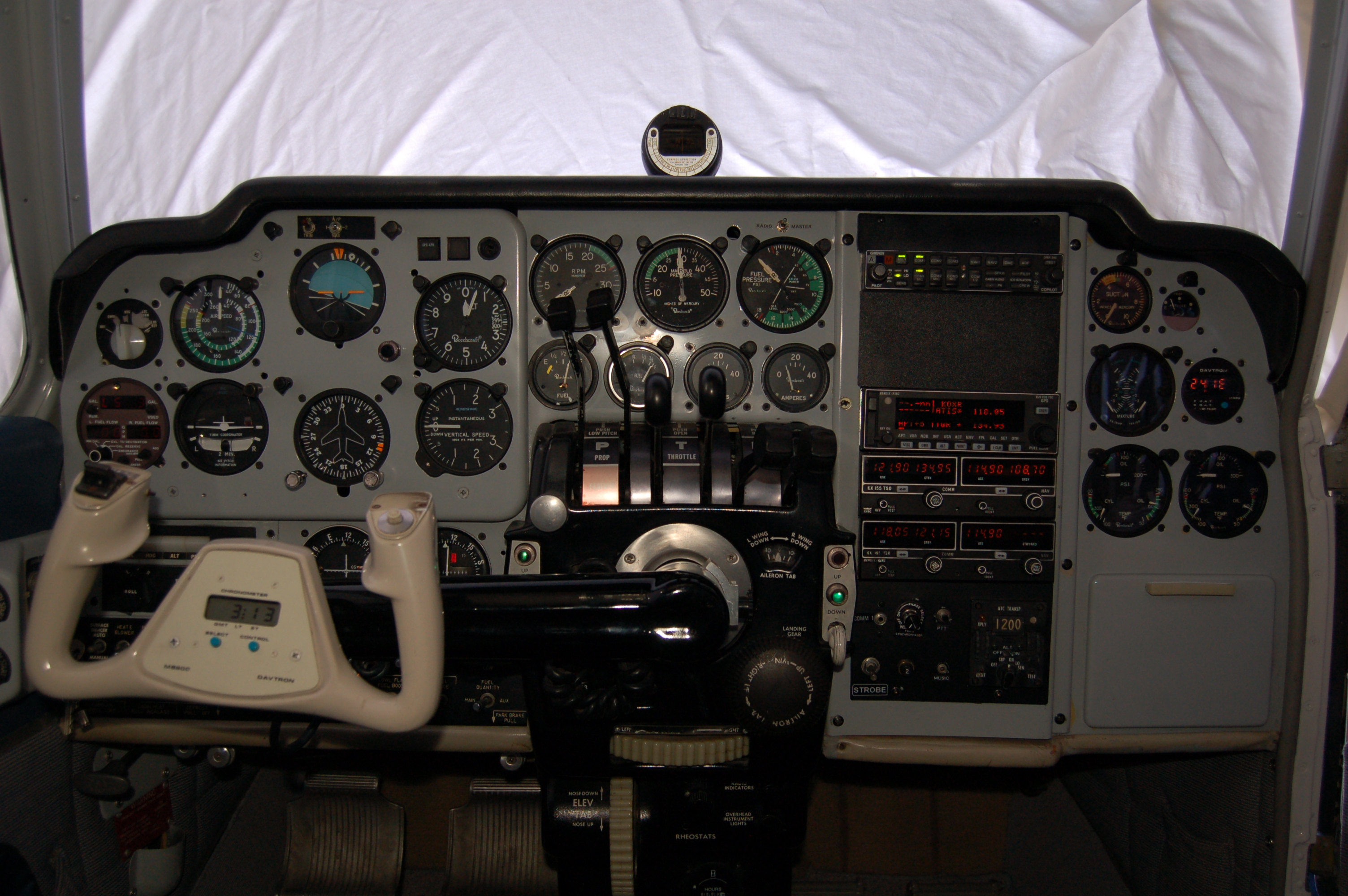
Un panel de instrumentos casi original de un Baron 55 de 1964 (nótese que el equipo de radios y los medidores de flujo de combustible no son de fábrica).

El predecesor directo del Baron fue el Beechcraft 95 Travel Air, que tenía el fuselaje del Bonanza y las superficies de control de cola del avión de entrenamiento militar T-34 Mentor. Para crear el nuevo avión, la cola del Travel Air se sustituyó por la del Beechcraft Debonair, se diseñaron las carenas de los motores de seis cilindros que también fueron añadidos, bautizando el avión como Baron. En 1960 fue introducido en el mercado el Piper Aztec, que usaba dos motores Lycoming O-540 de 250 hp; Cessna también mejoró su Cessna 310/320 con dos Continental IO-470-D de 260 hp. Mientras tanto, Beechcraft repotenciaba su monomotor Bonanza con un Continental IO-470-N, así que para competir en este mercado de bimotores desarrolló la verdadera versión bimotor del Bonanza, mientras que se estudiaba la salida del mercado del Twin Bonanza, ya existente. El primer modelo, el Beech 55, estaba propulsado por dos motores Continental IO-470-L de 260 hp (cada uno) a 2625 rpm; fue introducido en 1961. Incluía el estabilizador vertical del Debonair (primera y antigua versión del Bonanza), reteniendo la misma configuración de cuatro o 4+5 asientos del Travel Air.
Desde su introducción, el Baron ha permanecido siempre cerca de la cima de la jerarquía en el mercado de aviones ligeros. En 2008, un Baron nuevo costaba algo más de un millón de dólares. Puede llegar a ser tan costoso de operar como lo es su adquisición, lo que significa que ‘dar un paso más’ implica salir de la categoría de los aviones ligeros. Un avión más rápido, con más alcance y más capacidad de carga probablemente tendrá motores a reacción (bien sea reactor o turbohélice) y será mucho más caro, como lo es un Beech King Air. Las versiones más antiguas del Baron, principalmente la serie 55, sufren una baja depreciación y son negociados prácticamente al mismo precio en dólares que lo que costaron años atrás cuando se produjeron.

## Variantes
Los Baron se clasifican históricamente en tres modelos básicos: el Baron 55 (fuselaje corto), el Baron 56 (fuselaje corto) y el Baron 58 (fuselaje largo), con diversos subtipos.

### Baron 55

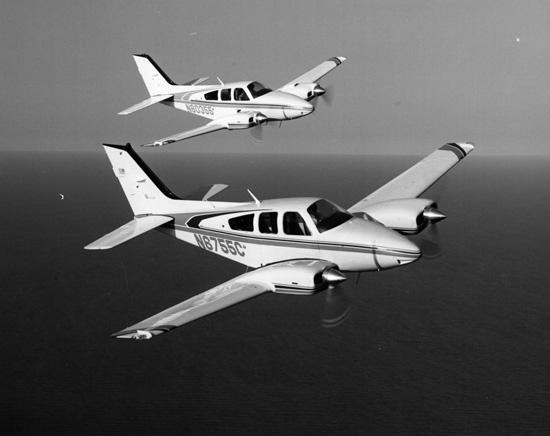
Dos Baron 55 volando en formación, siendo el más próximo un B55 construido en 1980.

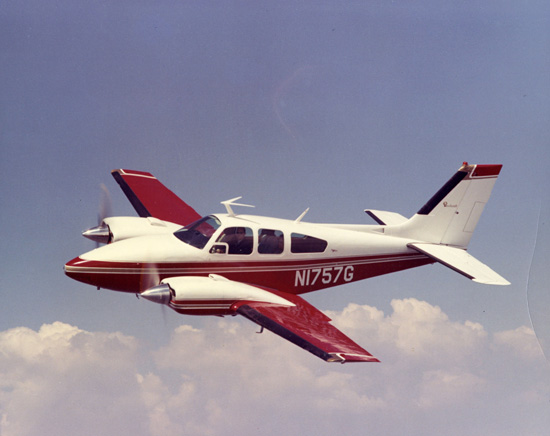
Un Baron B55 de 1966 con el esquema de pintura de fábrica.

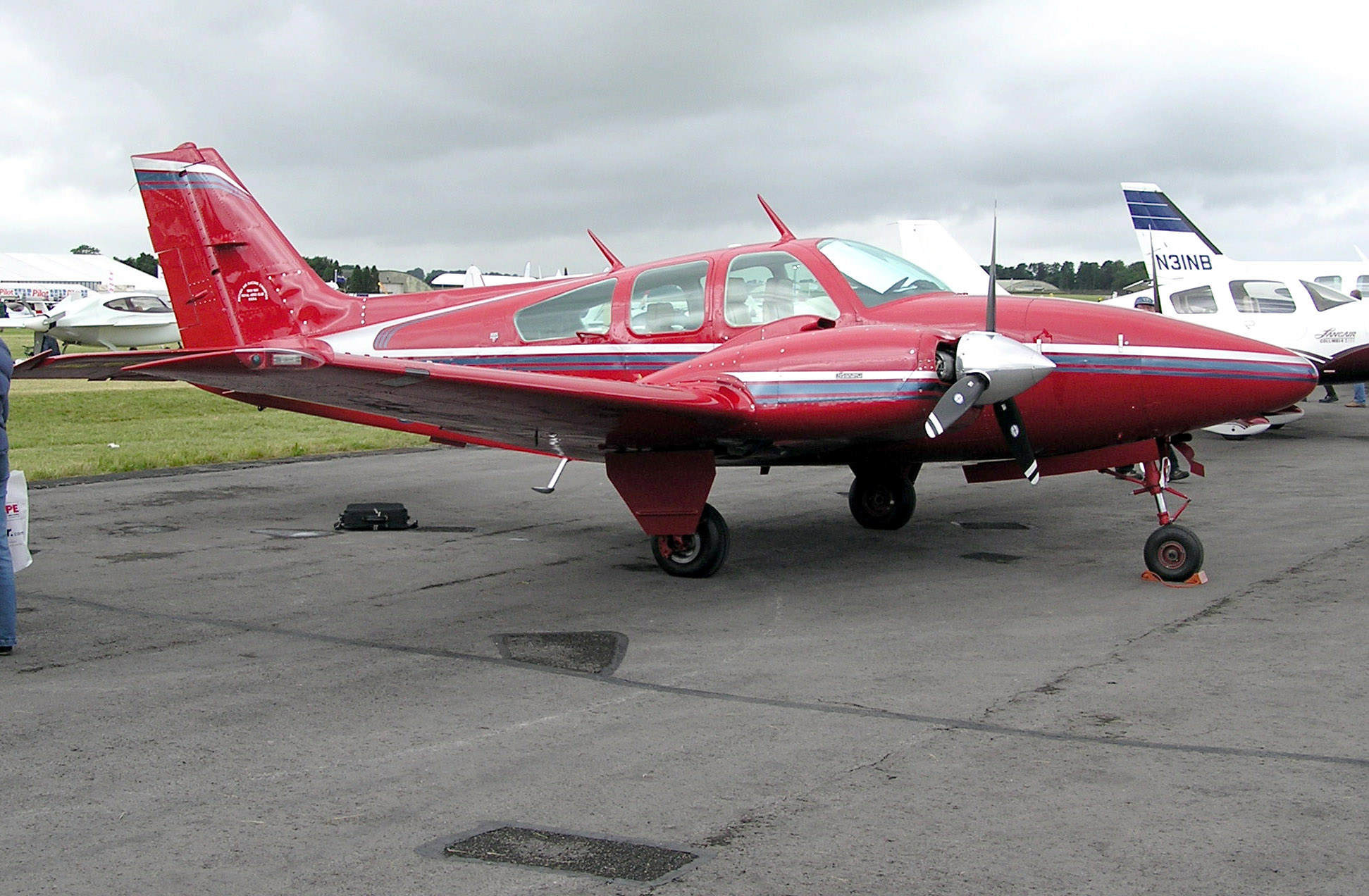
Beechcraft Model E55 Baron.

Los primeros Baron 55, 55A y 55B estaban configurados con motores Continental IO-470 de 194 kW (260 hp) y tenían un peso bruto de 4880 a 5100 libras (2200 a 2300 kg). Estos tenían una velocidad de crucero típica de 190 nudos (350 km/h) a 7000 pies (2100 m), y con una capacidad en sus depósitos de combustible de 116 o 136 galones (440 o 515 litros).
Los modelos 55C, 55D y 55E tenían una velocidad incrementada a 200 nudos (370 km/h), gracias a sus motores Continental IO-520 de 213 kW (285 hp). El peso en bruto de estos últimos modelos se incrementó a 5300 libras (2400 kg). Eran además casi un pie (0,3 m) más largos que los 55B Baron, y podían llevar en sus depósitos de combustible 136, 142 o 166 galones (515 a 628 litros).
El modelo Baron 55 fue producido de 1961 a 1983, con aproximadamente 3155 unidades construidas.
Model 95-55 Baron
Prototipo del Baron.
55
Introducido en 1961. Transporte de cuatro a cinco asientos, bimotor propulsado por motores Continental IO-470-I de seis cilindros y 260 hp cada uno. 190 unidades construidas. Ofrecido inicialmente en 58 250 dólares de entonces.
A55
Fabricado entre 1962 y 1963. De cuatro a cinco asientos. Las mejoras incluyen un nuevo panel de instrumentos, interiores y esquema de pintura. Ofrecido inicialmente en 58 950 dólares de la época.
B55
Introducido en 1964, fabricado hasta 1982. De cuatro a seis asientos. Nuevo esquema de pintura exterior y diseño interior. Incrementó su peso bruto a 5100 lb (2313 kg). Ofrecido en 59 950 dólares de 1964, 177 500 en 1982.
C55
Construido entre 1966 y 1967. De cuatro a seis asientos. Propulsado por dos motores Continental IO-520-C. Prestaciones mejoradas respecto al B55. Morro alargado para albergar mayor equipaje, equipos de aviónica, y mejorar la relación entre pesos y centro de gravedad. Diseño cambiado de la toma de aire en forma de caja del motor, propensa a agrietarse. La transmisión de los alternadores se cambió de correa por transmisión de piñones. Se construyeron 451 unidades. Vendido a 68 350 dólares en 1966.
D55
Construido de 1968 a 1969. De cuatro a seis asientos. Incorporaba un nuevo esquema de pintura y un parabrisas ‘speed-slope’ (mejora el comportamiento aerodinámico y el ruido). Se introdujeron las hélices de tres palas y una nueva configuración de flaps. Se construyeron 316 ejemplares. Fue introducido a la venta por 73 950 dólares en 1968.
E55
Introducido en 1970, producido hasta 1982. De cuatro a seis asientos. Nuevo esquema de pintura y diseño interior. Mejor panel de instrumentos y aviónica. Luces de punta de ala incorporadas al perfil aerodinámico e igualmente baliza rotativa a ras de superficie; nuevo escalón de entrada. También añadidos depósitos interconectables de 172 galones (166 útiles) y una tapa de llenado opcional por cada ala desde 1976. 433 producidos. Ofrecido a 83 950 dólares en 1970, 219 500 en 1982.

### Baron 56TC

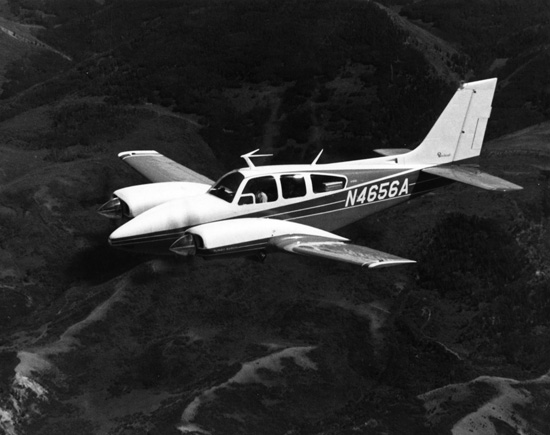
Uno de los primeros Baron 56TC visto en vuelo.

En 1967, Beechcraft comenzó el desarrollo de un bimotor más rápido, presurizado, el Beechcraft Model 60 Duke; el Duke pretendía competir cabeza a cabeza con el Cessna 310 SkyNight. Para el Duke se pretendía el uso de motores Lycoming TIO-541-E1A4 sobrealimentados de 380 hp, así que Beech quería tener experiencia trabajando y volando con el por entonces nuevo motor. Se trataba del motor Lycoming TIO-540-E1B4, con el que Beechcraft produjo en cantidades limitadas una versión modificada del Baron E55, resultando en el 56TC (cuyo prototipo, el EG-1, fue retirado tras la certificación). El 56TC se comportó como estaba previsto y probó ser una buena plataforma de pruebas para el desarrollo del Duke. Sin embargo, era un avión notablemente más ruidoso, por lo que el 56TC fue modificado durante toda su producción para mejorar su estructura debido al gran incremento de potencia.
Cuando se introdujo en 1967, era el avión más rápido de Beech, rivalizando incluso con los primeros King Air (con motor turbohélice) que ya se producían por entonces. El Baron 56TC se produjo entre 1967 y 1971, sirviendo como transición para el lanzamiento del Duke y del Baron más alargado que corresponde al modelo posterior 58.
56TC
Introducido en 1967, construido hasta el año siguiente como modelo de 1969. De cuatro a seis asientos. Potencia otorgada por dos motores a pistón Lycoming TIO-540-E1B4 sobrealimentados de 283 kW (380 hp). Se vendieron 81 unidades. Ofrecido a 89 950 dólares en 1967.
A56TC
Introducido en 1970 y construido hasta el año siguiente. El único cambio de modelo durante la producción del 56. Incorporaba un nuevo esquema de pintura, diseño interior, panel de instrumentos, baliza rotativa y luces de navegación a ras de superficie, y luz incorporada al tren de morro. Se vendieron 11 aviones como este, a un precio de 101 750 dólares en 1970.

### Baron 58

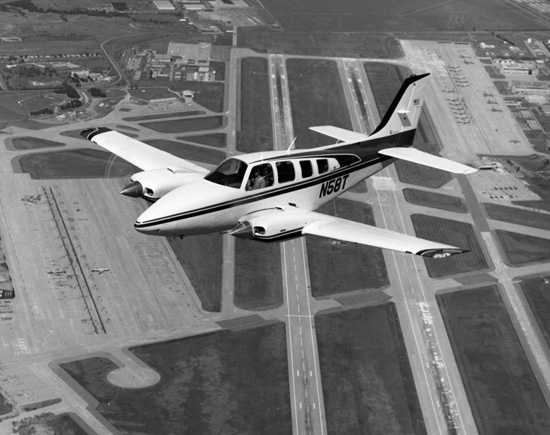
Un Baron 58 en vuelo.

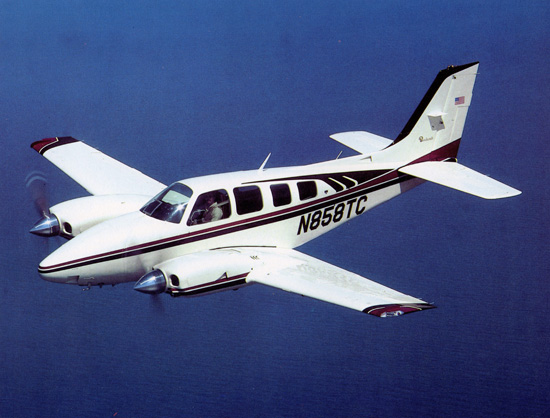
La variante sobrealimentada 58TC.

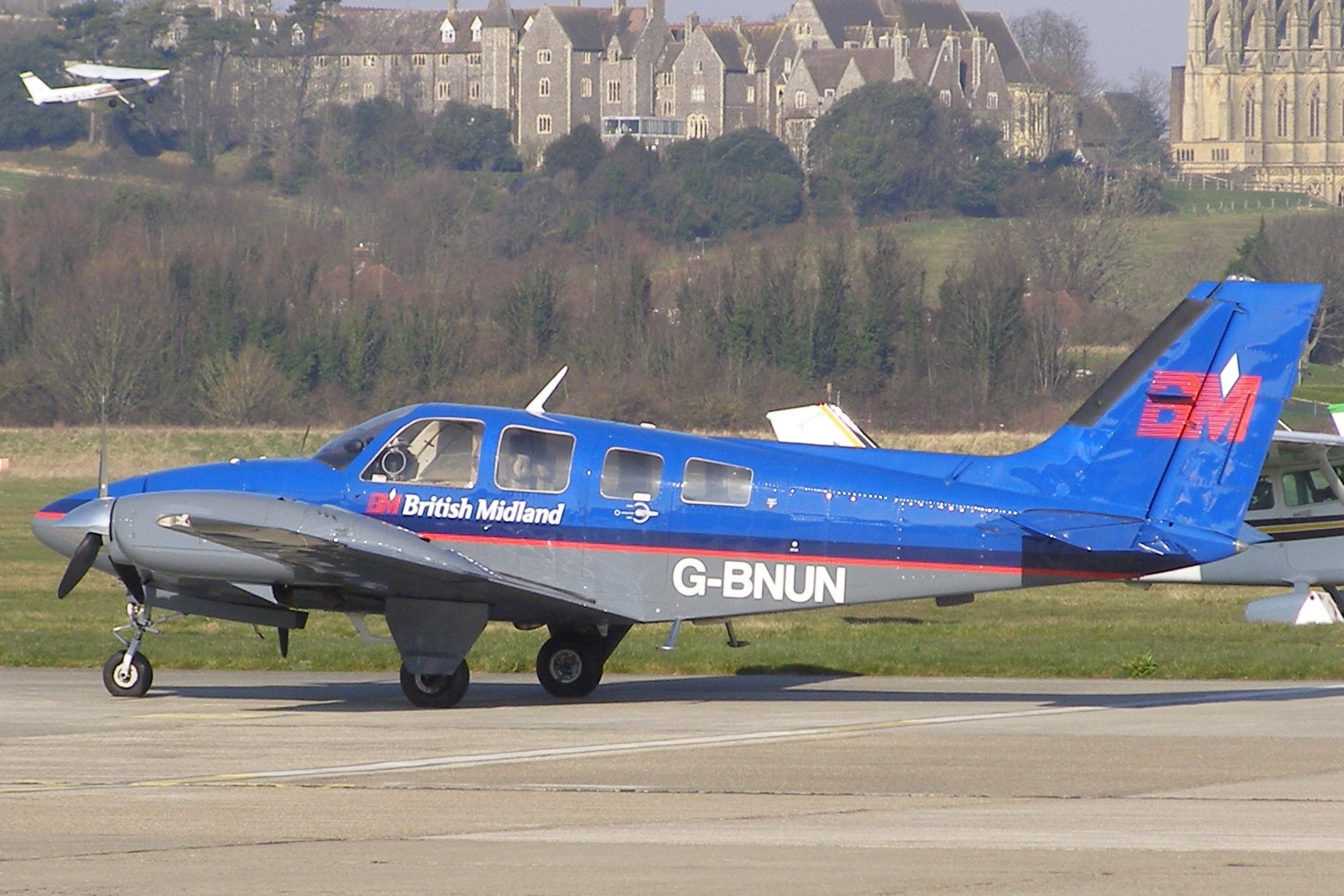
Un Baron 58P de 1980 de BMI.

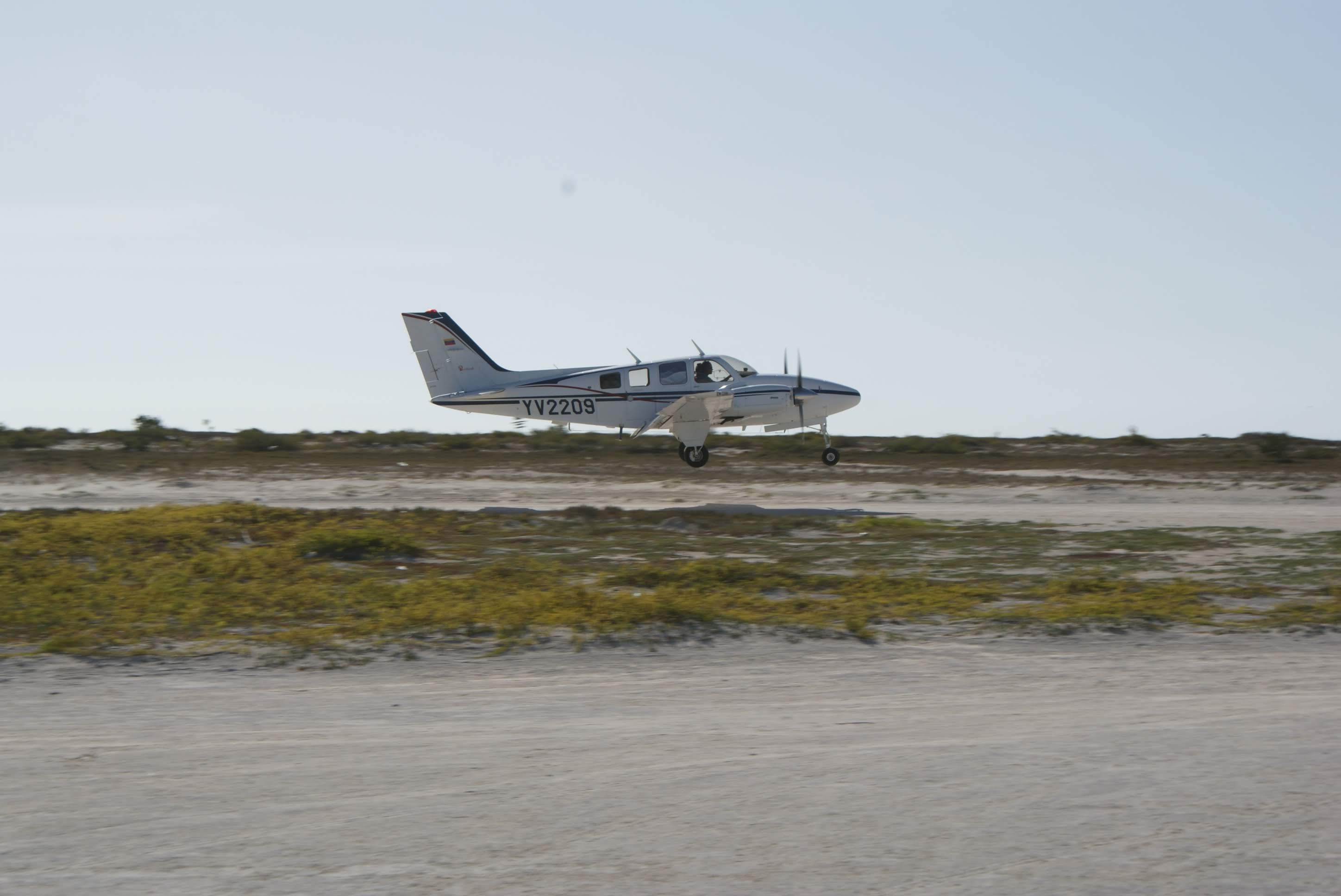
Baron 58 despegando desde pista de arena.

Introducido como modelo de 1969, el Baron 58 era más largo y con mayor potencia, desarrollado directamente del Baron 55, introduciendo una disposición tipo club en la acomodación de sus asientos (del término club-seating, que se refiere a dos filas de asientos que quedan enfrentadas, permitiendo mayor interacción entre los pasajeros y una mayor sensación de comodidad), doble puerta posterior para equipaje, y un peso bruto de 5400-5500 lb (2450-2500 kg). Dependiendo de la variante, el Baron 58 podía portar motores Continental IO-520 o Continental IO-550 de 224 kW (300 hp) de potencia unitaria. El Baron 58 puede volar a una velocidad de crucero de 200 nudos (370 km/h) a 7000 pies (2100 m). El alargamiento del fuselaje aumentó el espacio en la bodega de equipaje trasera, y permitía una acomodación de seis asientos mucho más cómoda que el Baron 55 o 56TC.[cita requerida]
En 1976 se introdujeron el Baron 58TC sobrealimentado y de cabina presurizada y el Baron 58P. Estas variantes contaban con motores Continental TIO-520 con turbo de 230-240 kW (310-325 hp), incrementando su peso bruto a 6100-6200 lb (unos 2800 kg), y fueron certificados bajo la FAR23 con un nuevo tipo de certificado. Los modelos Baron 58P y 58TC eran capaces de alcanzar velocidades de crucero de 200 nudos (370 km/h) a 8000 pies (2400 m) y 220 nudos (410 km/h) a 20 000 pies (6100 m), y estaban equipados normalmente con depósitos de combustible de 190 galones (719 litros) de capacidad.[cita requerida]
En 1984 se realizaron grandes cambios en los modelos 58/58TC/58P, incluyendo un reposicionamiento de las palancas del acelerador (gases), revoluciones de la hélice, mezcla, tren de aterrizaje y flaps, correspondiente a mejores estándares de la industria.[cita requerida] Sin embargo, las versiones sobrealimentadas 58TC y 58P fueron anuladas en 1984 y 1985 respectivamente, mientras que el Baron 58 con motores de aspiración normal ha continuado produciéndose hasta nuestros días.
La versión actual del Baron es el G58, que incluye un panel de instrumentación con pantallas de cristal líquido, mejor habitáculo para los pasajeros y cambios particulares disponibles a petición de compra.
58 Baron
Variante original, introducida en 1969 y producido hasta el 2004 (que continuó luego como G58). De cuatro a seis asientos. Propulsado por dos motores a pistón de seis cilindros opuestos.
58P Baron
Lanzado en 1976 y producido hasta 1985. El sufijo “P” se refiere a su cabina presurizada, y estaba propulsado por dos motores a pistón Continental TSIO-520-L sobrealimentados. Se produjeron 494 aviones como este. Costaba 200 750 dólares de 1976.
58TC Baron
Introducido en 1976 con producción hasta 1984. Propulsado por dos motores sobrealimentados Continental TSIO-520-L de 310 hp. Voló por primera vez el 31 de octubre de 1975. Se construyeron 149 unidades. Ofrecido a 170 750 dólares en 1976.
G58 Baron
Versión introducida en 2005, actualmente en producción. Es en esencia el mismo Baron 58, con cabina de cristal dotada de instrumentación Garmin G1000.[cita requerida]
Una queja común era el limitado espacio en la cabina de vuelo del piloto y copiloto. Los controles de ángulo de ataque del ala principal iban debajo del asiento del piloto evitando así que el piloto pudiese bajar su asiento. Esto se puede ver en que los asientos inmediatamente detrás del asiento del piloto eran unos quince centímetros más bajos. Cualquier piloto que midiese más de dos metros tenía serias dificultades para permanecer en dicho asiento debido a la restricción de altura de la cabina.[cita requerida]

### T-42A Cochise

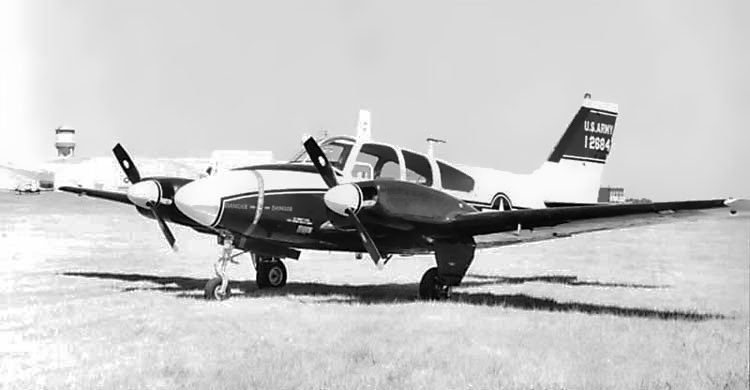
El Beech T-42 Cochise.

El T-42A Cochise es una versión militar del Baron 95-B55, usada por el Ejército de los Estados Unidos como un avión de entrenamiento instrumental. La Escuela de Aviación del Ejército recibió 65 aviones de este tipo; además, cinco aviones adicionales fueron pedidos para su entrega al ejército turco.
En 1993, los T-42 que todavía poseía el Ejército de los Estados Unidos fueron transferidos a la Reserva del Ejército de Estados Unidos y la Guardia Nacional y fueron retirados de su uso regular.

### SFERMA Marquis
Se trataba de un bimotor modificado con dos turbohélices Astazou de 530 hp que voló por primera vez en 1961, desarrollado por SFERMA a partir de un Twin Bonanza de 1960, convertido a turbohélice (SFERMA PD-146 Marquis).

## Operadores

### Gubernamentales
Argentina
- Servicio Penitenciario Federal
- Servicio Nacional de Manejo del Fuego

 España
- Adventia, ENA

### Militares
| Bolivia - Fuerza Aérea Boliviana Colombia - Fuerza Aérea Colombiana El Salvador - Fuerza Aérea Salvadoreña España - Ejército del Aire Estados Unidos - Fuerza Aérea de los Estados Unidos Haití - Fuerzas Armadas de Haití | México - Fuerza Aérea Mexicana - Aviación Naval Mexicana Pakistán Paraguay República Centroafricana Rodesia - Fuerza Aérea Rodesiana: Un solo avión. Turquía - Fuerza Aérea Turca - Ejército Turco Uruguay - Fuerza Aérea Uruguaya Venezuela - Aviación Nacional de Venezuela Zimbabue |

### Posible adquisición
Chile
- Armada de Chile: candidato a reemplazar al O-2A Sky Master.[28]

## Accidentes e incidentes
Existen un total de 422 casos de accidentes e incidentes que involucran alBeech Baron 55, desde febrero de 1961, y 213 de casos registrados de Baron 58, desde enero de 1971.
- El accidente con mayor número de víctimas fatales en el que está involucrado un Beech Baron ocurrió el 9 de marzo de 1967, cuando un DC-9 operado por TWA colisionó con el primero en una maniobra de descenso, despedazando completamente el Baron 55 y sufriendo daños severos en el fuselaje; el informe oficial de la tragedia indica 25 víctimas fatales en el DC-9 y el piloto del Baron para un total de 26. Como posibles factores que contribuyeron al accidente, se citan condiciones de baja visibilidad por nubosidad, imposibilidad de reacción rápida por parte de la tripulación del DC-9 debido a su velocidad, y la convivencia de las dos aeronaves involucradas en dos tipos de control de tráfico diferentes[31]

- El 27 de octubre de 1985, el cardiólogo alemán y piloto Andreas Gruentzig y su esposa murieron cuando se estrellaron en su Beechcraft Baron en Forsyth, Georgia.[32] Gruentzig es reconocido por haber desarrollado el primer balón expansivo exitoso para procedimientos de angioplastia cardiovascular.

- El 25 de julio de 2018, un Beechcraft Baron 58 del Ministerio de Agricultura de Paraguay en el que se trasladaban cuatro personas, se estrelló poco tiempo después de despegar de la ciudad de Ayolas. Los cuatro ocupantes del avión fallecieron en el accidente, entre las víctimas se encontraba el ministro de Agricultura y Ganadería de Paraguay, Luis Gneiting.[33][34]

- El 2 de mayo de 2020, un Beechcraft Baron 55 bimotor de la Fuerza Aérea Boliviana (FAB), que trasportaba a seis personas, se precipitó cerca a la laguna Suárez en Trinidad, Beni; bomberos y funcionarios del aeropuerto acudieron al lugar. Todos fallecieron. El Ministerio de Defensa de Bolivia comunicó, mediante una publicación, que el capitán de aviación Favio Daniel Jerez Lanza y el teniente de aviación Richard Anderson Cossio Balcázar perdieron la vida en el accidente aéreo.[35][36]

- El 24 de enero de 2021, un Beechcraft Baron 58, matrícula PT-LYG, se estrelló luego de despegar. El piloto, cuatro jugadores y el presidente del equipo de fútbol Palmas, que disputaba el campeonato brasileño en la cuarta división, fallecieron en el accidente aéreo. Por razones desconocidas, el bimotor impactó contra el terreno y explotó en llamas segundos después de despegar de un aeródromo en la región norte del país.[37]

- El 2 de diciembre de 2021, un Beechcraft Baron G58, de la Fuerza Aérea Salvadoreña, que se encontraba realizando una misión de búsqueda de una embarcación pesquera en las costas de La Paz, perdió comunicación con el radar. El accidente fue provocado por causas meteorológicas, muriendo tres personas: el capitán piloto aviador Carlos Escobar y los tenientes de fragata Santos Serrano y Gerardo Merino, este último hijo del ministro de Defensa de El Salvador, René Merino Monroy.[38]

## Especificaciones (B55)
Referencia datos: Jane's All The World's Aircraft 1976-77

### Características generales
- Tripulación: Uno (piloto)
- Capacidad: 5 pasajeros
- Longitud: 8,5 m (28 ft)
- Envergadura: 11,5 m (37,8 ft)
- Altura: 2,9 m (9,6 ft)
- Superficie alar: 18,5 m² (199,1 ft²)
- Perfil alar: NACA 23016.5 en raíz, NACA 23010.5 en punta
- Peso vacío: 1431 kg (3153,9 lb)
- Peso máximo al despegue: 2313 kg (5097,9 lb)
- Planta motriz: 2× motor bóxer de seis cilindros refrigerado por aire Continental IO-470-L.
  - Potencia: 194 kW (260 HP; 264 CV) cada uno.

### Rendimiento
- Velocidad máxima operativa (Vno): 380 km/h (236 MPH; 205 kt) a nivel del mar
- Velocidad crucero (Vc): 333 km/h (207 MPH; 180 kt) 55% de potencia a 12 000 pies (3660 m)
- Velocidad de entrada en pérdida (Vs): 135,5 km/h (84 MPH; 73 kt) IAS, ralentí, tren y flaps abajo
- Alcance: 1746 km (943 nmi; 1085 mi) 65% de potencia a 10 500 pies (3200 m), 45 minutos de reserva
- Techo de vuelo: 6000 m (19 685 ft)
- Régimen de ascenso: 8,5 m/s (1673 ft/min)

## Aeronaves relacionadas

### Desarrollos relacionados
- Beechcraft Bonanza
- Beechcraft Travel Air
- Bay Super V Bonanza

### Aeronaves similares
- Beechcraft Twin Bonanza
- Piper PA-34 Seneca
- EM-11 Orka
- Let L-200 Morava

### Secuencias de designación
- Secuencia Numérica (interna de Beechcraft): ← 45 - 46 - 50 - 55 - 56 - 58 - 60 - 65 - 70 →
- Secuencia T-_ (Entrenadores estadounidenses, 1948-presente): ← T-39 - T-40 - T-41 - T-42 - T-43 - T-44 - T-45 →
- Secuencia E._ (Aeronaves de Escuela del Ejército del Aire español, 1954-1978): ← XE.18 - E.18 - E.19 - E.20 - E.21 - E.22 - E.23 →
- Secuencia E._ (Aeronaves de Escuela del Ejército del Aire español, 1978-presente): ← E.17 - E.18 - E.19 - E.20 - E.22 - E.24 - E.25 →